# Programa Mars
El programa Mars fou una sèrie de set sondes interplanetàries no tripulades de la Unió Soviètica, amb l'objectiu d'investigar el planeta Mart. La majoria de sondes del programa no aconseguiren els seus objectius, bé per pèrdua de contacte bé per errades en els aterradors.
La sonda Mars 1, llançada el 1962 fallà en la seva ruta cap a Mart. Les sondes Mars 2 a Mars 7, molt posteriors a la Mars 1, necessitaven un coet Proton per al llançament i el seu disseny era similar a les posteriors sondes Venera enviades a Venus i estaven formades per un orbitador i un aterrador. Possiblement el disseny de l'orbitador era encara massa provisional, si tenim en compte que el mateix disseny funcionà perfectament a les Venera després de 1975.
| Sonda  | Llançament            | Resultats |
| ------ | --------------------- | --- |
| Mars 1 | 1 de novembre de 1962 | Perduda. Recollí algunes dades sobre micrometeorits i el camp magnètic interplanetari abans de perdre el contacte.                          |
| Mars 2 | 19 de maig de 1971    | Entrà en òrbita de Mart. L'aterrador xocà contra la superfície. Amb la Mars 3 recollí unes 60 imatges i dades gravimètriques i magnètiques. |
| Mars 3 | 28 de maig de 1971    | Entrà en òrbita de Mart. L'aterrador perdé contacte. Amb la Mars 2 recollí unes 60 imatges i dades gravimètriques i magnètiques.            |
| Mars 4 | 21 de juliol de 1973  | Només pogué realitzar un fly-by. Sense dades rellevants.                                                                                    |
| Mars 5 | 25 de juliol de 1973  | Entrà en òrbita de Mart i envià unes 60 fotografies de la superfície.                                                                       |
| Mars 6 | 5 d'agost de 1973     | Fly-by de Mart. L'aterrador xocà contra la superfície però envià algunes dades sobre l'atmosfera de Mart.                                   |
| Mars 7 | 9 d'agost de 1973     | Fly-by de Mart. L'aterrador no arribà a la superfície. Sense dades rellevants.                                                              |